# Tommy Jakobsen
Tommy Jakobsen (født 10. december 1970 i Oslo) er en norsk ishockeyspiller. Han spiller dagligt i Lørenskog Ishockeyklubb i GET ligaen. Han har tidligere spillet for Graz 99ers (Østrig), SC Bern (National League A, Schweiz), Augsburger Panther, DEG Metro Stars (Deutsche Eishockey League, Tyskland), Spektrum Flyers,  Lillehammer og Furuset IF i Norge. Derudover har han også spillet for Djurgården i Sverige.

## Eksterne links
- Tommy Jakobsens profil på Sports-Reference OL-resultater (arkiveret) (engelsk)
- Tommy Jakobsens profil på Olympedia (engelsk)
- Tommy Jakobsens profil på Eurohockey.com (engelsk)
- Tommy Jakobsens profil på Hockeydb.com (engelsk)
- Tommy Jakobsens profil på Eliteprospects.com (engelsk)